# Wigan
Wigan és una ciutat del nord-oest d'Anglaterra, al comtat metropolità del Gran Manchester. Tradicionalment, i en qüestions de correu postal, és encara al comtat històric i geogràfic de Lancashire. És la ciutat més gran del Districte Metropolità de Wigan, amb una població de 81.203 habitants i una àrea metropolitana de 317.800 habitants. La ciutat més propera és Bolton i d'altres poblacions confrontants són St Helens i Warrington. Wigan és equidistant amb Preston, Liverpool i Manchester.

## Govern
Des de 2004, la ciutat de Wigan es divideix en 25 entitats locals menors de la zona metropolitana amb 3 regidors cadascun. Els cinc barris són: Douglas, Pemberton, Wigan Central, Wigan Occidental i Mesnes Worsley.

## Curiositats
- És la ciutat d'origen de la banda The Verve
- El seu equip de futbol és el Wigan Athletic.
- L'obra de George Orwell El Camí de Wigan Pier, està ambientada en aquesta ciutat en els anys 30.